# Нарвский рабочий полк
Нарвский рабочий полк — воинское формирование народного ополчения Эстонской ССР, созданное в августе 1941 года и участвовавшее в обороне Ленинграда.

## Формирование

### Нарвский истребительный батальон
5-й Нарвский истребительный батальон был создан в Нарве в конце июня 1941 года, командиром батальона стал капитан Ф. Лисицын, комиссаром - секретарь Нарвского городского комитета КП(б)Э И. Чернов), из 500 бойцов батальона 250 человек составляли рабочие кренгольмской мануфактуры.
В дальнейшем, в связи с приближением к городу линии фронта было принято решение о создании на основе батальона более крупного соединения.
Поскольку с 1 июля 1941 года все части народного ополчения ЭстССР были переведены на положение частей РККА, полк формировался по штатам стрелкового полка РККА.

### Нарвский рабочий полк
Формирование полка началось 12 августа 1941 года в районе мызы Лилиенбах в двух километрах восточнее Нарвы на основе Нарвского истребительного батальона, сотрудников городской милиции Нарвы и местных добровольцев, а также личного состава истребительных батальонов и ополченческих формирований, отступивших к Нарве из Вируского и Тартуского уездов ЭстССР. Создание полка проходило при содействии советских и партийных органов, в нём участвовали А. Ю. Паук, Х. Х. Арбон, Д. Кузьмин, А. Паас и другие руководящие работники ЭстССР.
По своему составу полк был интернациональным (в нём служили эстонцы, русские, латыши и представители других национальностей), около 27% личного состава составляли коммунисты и комсомольцы.
В состав полка вошли три стрелковых батальона, пулемётно-миномётная рота и артиллерийская батарея:
- 1-й батальон был сформирован в основном из сотрудников милиции ЭстССР, командиром батальона являлся капитан Николай Транкман
- 2-й батальон был сформирован из личного состава истребительных батальонов и ополченческих формирований, отступивших к Нарве из Вируского и Тартуского уездов, а также роты латвийских добровольцев (161 человек, в числе которых были 120 латышей, 22 русских, 6 белорусов, 4 поляка и представители других национальностей).
- 3-й батальон был сформирован из личного состава истребительных батальонов и ополченческих формирований, отступивших к Нарве из Вильяндинского и Ярваского уездов, основой являлись 314 бойцов 17-го Вильяндимааского истребительного батальона
- пулемётно-миномётная рота включала в себя пулемётную роту и батарею 76-мм артиллерийских орудий, которые были переданы в состав полка из 8-й армии

Командиром полка был назначен капитан К. Гончаров (а после его гибели 21 июля 1941 – капитан-пограничник Ф. Лисицын), комиссаром – секретарь Нарвского городского комитета КП(б)Э И. Чернов, командирами батальонов стали командир 5-го Нарвского истребительного батальона капитан Н. М. Транкман, командир 6-го Вирумааского истребительного батальона М. Рогозин и секретарь Вильяндинского уездного комитета КП(б)Э Оскар Абори.
19 августа 1941 года в районе Котлы формирование полка было завершено.

## Деятельность
19 августа 1941 года части полка в составе Кингисеппской группы войск атаковали Кингисепп и освободили северо-западную часть города, два следующих дня полк участвовал в контратаках в окрестностях города, с 22 августа в составе 11-й стрелковой дивизии РККА вёл оборонительные бои севернее Кингисеппа.
25 августа 1941 полк захватил окраину города, но немцы обошли бойцов полка с фланга и полк был вынужден отступить со значительными потерями.
До 27 августа 1941 года в составе 11-й стрелковой дивизии РККА полк участвовал в контратаках в районе города Кингисепп.
С 28 августа 1941 года полк оборонял рубежи по рекам Систа и Воронки.
В следующие дни полк непрерывно вёл бои в районе Котлы и на Приморском плацдарме у Ораниенбаума.
10 сентября 1941 года находившийся на Ораниенбаумском плацдарме полк был расформирован в связи с понесёнными потерями и 22 сентября 1941 прекратил существование.
Личный состав полка был передан в качестве пополнения в состав частей 11-й стрелковой дивизии РККА (в основном, в состав 320-го стрелкового полка дивизии).
В дальнейшем, эстонский личный состав был в основном передан в качестве пополнения в части 8-го Эстонского стрелкового корпуса РККА.

## Память
В городском музее Нарвы полку была посвящена отдельная экспозиция.
На валуне возле моста через реку Касколовка установлен памятный знак «Воинам-ополченцам Нарвского рабочего полка, павшим в бою на этих рубежах за свободу Родины 19.VIII.1941 г.»